# Siebel Fh 104
Siebel Fh 104 Hallore là một loại máy bay vận tải, liên lạc hai động cơ cỡ nhỏ của Đức Quốc xã do Siebel chế tạo.

## Quốc gia sử dụng
Tiệp Khắc
- Không quân Tiệp Khắc

 Germany
- Luftwaffe

 Slovakia
- Không quân Slovak (1939-1945)

## Tính năng kỹ chiến thuật (Fh 104)
Dữ liệu lấy từ German Aircraft of the Second World War 
Đặc điểm tổng quát
- Kíp lái: 1 hoặc 2
- Sức chứa: Lên tới 5 hành khách
- Chiều dài: 9,50 m (31 ft 2 in)
- Sải cánh: 12,06 m (39 ft 7 in)
- Chiều cao: 2,64 m (8 ft)
- Diện tích cánh: 22,3 m² (240 ft²)
- Trọng lượng rỗng: 1.510 kg (3.329 lb)
- Trọng lượng có tải: 2.350 kg (5.181 lb)
- Động cơ: 2 × Hirth HM 508, 209 kW (280 hp)  mỗi chiếc

 Hiệu suất bay 
- Vận tốc cực đại: trên mực nước biển 350 km/h (217 mph)
- Vận tốc hành trình: 335 km/h (208 mph)
- Tầm bay: 920 km (572 dặm)
- Trần bay: 6.600 m (21.650 ft)
- Vận tốc lên cao: [2] lên 1.000 m (3.050 ft) 6,0 m/s (1.090 ft/phút)